# Sara (film 1993)
Sara è un film del 1993 diretto da Dariush Mehrjui.

## Riconoscimenti
- Festival Internazionale del cinema di San Sebastián
  - Concha de Oro